# Edmundo Abaya
 Edmundo M. Abaya (Candon, 19 januari 1929 - San Juan, 20 september 2018) was een Filipijnse rooms-katholieke geestelijke. Abaya was sinds zijn pensionering in 2005 emeritus-aartsbisschop van het aartsbisdom Nueva Segovia.
Abaya werd tot priester gewijd op 21 maart 1953. Op 49-jarige leeftijd werd hij benoemd tot bisschop van het bisdom Laoag. Twintig jaar later, op 22 mei 1999 werd Abaya benoemd tot aartsbisschop van Nueva Segovia. Bij het bereiken van de pensioengerechtigde leeftijd ging hij op 12 februari 2005 met pensioen, waarna hij werd opgevolgd door Ernesto Salgado.
Hij werd 89 jaar oud.